# Nicolas Sophianos
Nicolas Sophianos (en grec Νικόλαος Σοφιανός) est un humaniste du XVIe siècle, Grec de Corfou ayant vécu principalement en Italie, copiste, imprimeur, grammairien, philologue et cartographe.

## Biographie
Il naquit vers 1500 à Corfou, une île qui était depuis 1401 une possession de la République de Venise, dans une famille de la noblesse locale, les Σοφιανοί. Il fut élève du collège grec (el) fondé en février 1514, à Rome, sur le Quirinal (dans une maison prêtée par le cardinal de Sion), par le pape Léon X. Dès 1513, le Crétois Marcus Musurus avait été chargé d'aller recruter une douzaine d'élèves doués et de famille honorable. Le directeur de ce collège fut Janus Lascaris, et le « préfet des études » le Crétois Zacharie Kalliergis. À côté de Nikolaos Sophianos, on peut citer parmi les élèves Matthaios Devaris, Constantinos Rallis (el), Christophe Contoléon. Après la fermeture de l'établissement peu de temps après la mort de Léon X (1522), plusieurs des élèves, dont Sophianos, restèrent en Italie où ils gagnèrent leur vie en se faisant copistes de manuscrits grecs pour de riches patrons amateurs. Sophianos fut notamment employé par le cardinal Niccolò Ridolfi, et plus tard par Diego Hurtado de Mendoza y Pacheco, ambassadeur d'Espagne à Venise de 1539 à 1547. Pour le compte de ce dernier, il fit un voyage en Thessalie et au Mont Athos en 1543, à la recherche de manuscrits, et il en rapporta, dit-on, quelque trois cents, qui rejoignirent plus tard la bibliothèque de l'Escorial.
Sophianos fut l'un des premiers promoteurs du grec moderne : il est l'auteur d'une grammaire de la langue parlée à son époque, qui est restée en manuscrit jusqu'à être publiée par Émile Legrand à Athènes et Paris en 1870 (puis à Paris en 1874). Il conçut le dessein de favoriser l'instruction de ses compatriotes en traduisant les textes antiques en grec moderne. Cependant, on ne lui connaît qu'une réalisation en la matière : la traduction du traité Περὶ παίδων ἀγωγῆς attribué faussement à Plutarque, qui fut imprimée à Venise en 1544 (d'un grec toutefois plus conservateur que dans sa grammaire, avec des formes verbales anciennes). On conserve de lui d'autre part des scènes dialoguées en grec moderne qui se trouvent dans un manuscrit de 1533 de la comédie d'Agostino Ricchi Les trois tyrans.

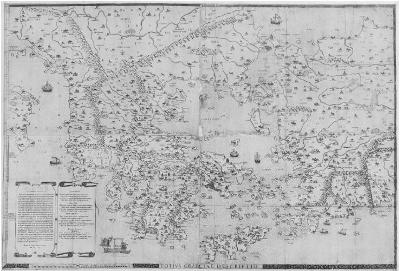
'

Sophianos fut aussi un remarquable cartographe: il réalisa une carte de la Grèce donnant les noms de lieux anciens et modernes (intitulée Περιγραφὴ Ἑλλάδος, Descriptio Græciæ (en)), qui fut publiée pour la première fois à Rome en 1540. Il y en eut ensuite plusieurs autres éditions, avec un commentaire latin de Nicolas Gerbel pour celles qui furent établies à Bâle, chez Jean Oporin, en 1545 et 1552. L'ouvrage connut un grand succès dans le monde savant de l'époque. L'auteur produisit aussi une liste alphabétique des noms de lieux en grec ancien, grec moderne et italien. La zone couverte est l'ensemble du « monde grec » de l'époque (y compris la partie occidentale de l'Asie mineure).
En 1539, Marcello Cervini, nouveau cardinal de Santa Croce (et futur pape Marcel II), homme de culture, conçut le projet de faire imprimer certains textes manuscrits latins et grecs conservés dans la Bibliothèque vaticane. Comme il n'y avait jusqu'alors presque jamais eu d'impressions grecques à Rome, il chargea l'imprimeur romain Antonio Blado d'aller se procurer des caractères à Venise, où vivait alors Sophianos. Ce dernier fut associé à l'entreprise et notamment à la fabrication du premier jeu de caractères utilisé. Il en était en fait propriétaire, et l'utilisa pour imprimer à Rome en 1542 un traité composé par lui-même sur la fabrication et l'utilisation d'un astrolabe à anneaux, Περὶ κατασκευῆς καὶ χρήσεως κρικωτοῦ ἀστρολάβου (dédié au pape Paul III), premier volume imprimé avec ce jeu. Ensuite ces caractères servirent dans le projet du cardinal pour les commentaires sur les évangiles de Théophylacte d'Ohrid, puis le premier volume des commentaires sur Homère d'Eustathe de Thessalonique. Mais il apparut que ces caractères étaient trop gros, les coûts trop élevés, et le cardinal Cervini donna ordre d'en changer. Sophianos repartit à Venise, et peu après embarqua pour son voyage de 1543 en Grèce. L'impression des commentaires d'Eustathe de Thessalonique ne reprit qu'en 1545 avec d'autres caractères, sous la responsabilité de Niccolò Maiorano. Pour récupérer son matériel, Sophianos dut d'ailleurs soutenir un long procès qui ne fut tranché, en sa faveur, qu'en 1551. Cette gamme de caractères fut utilisée dans de nombreuses impressions grecques en Italie à cette époque. Sophianos s'associa lui-même comme imprimeur avec son compatriote Antoine Eparchos à Venise en 1544.
Il se trouvait à Padoue en 1562/63 : il y révisa et annota, avec le Flamand Nicaise Ellebaudt, une édition aldine de la Syntaxe d'Apollonios Dyscole. On conserve aussi de lui une annotation de la Géographie de Ptolémée.